# Passiflora subrotunda
Passiflora subrotunda är en passionsblomsväxtart som beskrevs av Maxwell Tylden Masters. Passiflora subrotunda ingår i släktet passionsblommor, och familjen passionsblomsväxter. Inga underarter finns listade i Catalogue of Life.